# 约翰·莫里斯 (草地滚球运动员)
约翰·莫里斯（英語：John Morris，？—），新西兰男子草地滚球运动员。他曾代表新西兰参加1958年大英帝国和英联邦运动会草地滚球比赛，获得男子双人金牌。